# PM M1910
A Pulemyot Maxima PM1910 (PM M1910) (Em russo: Пулемёт Максима образца 1910 года, Pulemyot Maxima obraztsa 1910 goda – "Metralhadora Maxim Modelo 1910") é uma metralhadora pesada que foi usada pelo Exército Imperial Russo durante a Primeira Guerra Mundial e pelo Exército Vermelho na Guerra Civil Russa e na Segunda Guerra Mundial. Posteriormente, esteve em serviço na Guerra da Coreia, na Guerra do Vietnã e na Invasão da Ucrânia pela Rússia em 2022.

## História
Foi adotada em agosto de 1910 e era derivada da metralhadora Maxim de Hiram Maxim, porém tinha câmara para o cartucho de fuzil russo padrão 7,62×54mmR. A M1910 era montada em um suporte com rodas e com um escudo.
Em 1918-1920, a indústria da Rússia Soviética produziu 21 mil novas metralhadoras Maxim 1910 para o Exército Vermelho.
Em 1930, uma versão modernizada chamada 1910/30 foi adotada pelo Exército Vermelho. A M1910/30 podia ser equipada com mira.
Em 1941, a arma foi modernizada mais uma vez.
Em maio de 1942, foi dada ordem para iniciar o desenvolvimento de uma nova metralhadora para substituir a Maxim 1910/30. Em 15 de maio de 1943, a SG-43 Goryunov foi adotada e, desde o verão de 1943, as Maxim foram substituídas no serviço soviético pela SG-43, que manteve o suporte blindado e com rodas. No entanto, a produção da Maxim não terminou até 1945.
Após a Segunda Guerra Mundial, a Maxim foi retirada de serviço, mas ainda foi enviada em algumas quantidades para a Guerra da Coreia e Guerra do Vietnã. Em 2014, durante a Guerra em Donbas, algumas Maxim em estoque foram capturadas pelos separatistas pró-russos, enquanto outras foram retirados do armazenamento para serem usadas pelas Forças Armadas da Ucrânia. Várias foram usadas pelos militares ucranianos durante a Invasão Russa da Ucrânia em 2022 devido à sua reputação de precisão e confiabilidade.

## Variantes
- Império Russo
  - "Modelo de metralhadora de Maxim 1910 em uma montagem de Sokolov com rodas" (Пулемёт Максима обр. 1910 года на колёсном станке А. А. Соколова обр. 1910 года)[1]
  - "Modelo de metralhadora Maxim 1915 em uma montagem de Kolesnikov com rodas" (Пулемёт Максима обр. 1910 года на колёсном станке Колесникова обр. 1915 года)[1]
- União Soviética
  - "Modelo de metralhadora Maxim 1910 em um tripé antiaéreo" (Пулемёт Максима образца 1910 года на зенитной треноге М. Н. Кондакова обр. 1928 года)[1]
  - "Modelo de metralhadora Maxim 1910/30 em uma montagem de Vladimirov com rodas" ((Пулемёт Максима образца 1910/30 года на колёсном станке С. В. Владимирова обр. 1931 года)[1]
  - Maxim-Tokarev
  - PV-1
  - ZPU-4 (Зенитная пулемётная установка М-4 образца 1931 года)
- Finlândia
  - Maxim M/09-21[13]
  - Maxim M/32-33[13]
- Segunda República Polonesa
  - Maxim wz. 1910/28 7,92mm

## Operadores
- Áustria-Hungria[14] -capturadas durante a Primeira Guerra Mundial
- Reino da Bulgária[15]
- Primeira República da Checoslováquia - Em janeiro de 1942, as primeiras doze metralhadoras soviéticas Maxim 1910/30 foram entregues da URSS ao 1º Batalhão de Infantaria Independente da Tchecoslováquia, posteriormente uma quantidade adicional foi dada a outras unidades do 1º Corpo de Exército da Tchecoslováquia.[16]
- Coreia do Norte[17]
- Finlândia[13]
- Império Alemão - uma quantidade de metralhadoras foi capturada durante a Primeira Guerra Mundial
- Reino da Hungria - Depois de 22 de junho de 1941, uma quantidade de metralhadoras foi capturada pelas tropas húngaras durante a invasão do Eixo na URSS. Desde 1945, as metralhadoras soviéticas Maxim 1910/30 foram entregues da URSS à República Popular da Hungria.[14]
- República Popular da Mongólia
- Alemanha Nazista - Em setembro de 1939, uma quantidade de wz. 1910 e wz. 1910/28 polonesas foi capturada pela Wehrmacht. Depois de 22 de junho de 1941, uma quantidade de metralhadoras soviéticas foi apreendida pelas tropas alemãs durante a invasão do Eixo na URSS, elas foram usadas como schweres Maschinengewehr 216(r)[18]
- República Popular da China[17]
- República da China[3]
- Império Russo[2]
- Forças separatistas de Donbas[5]
- União Soviética[2][4]
- Reino da Romênia - pelo menos várias metralhadoras foram capturadas durante a intervenção dos Aliados na Guerra Civil Russa e o desarmamento de grupos armados anti-soviéticos em retirada que cruzaram a fronteira romena em 1917-1920. Depois de 22 de junho de 1941, uma quantidade adicional foi capturada pelas tropas romenas durante a invasão do Eixo na URSS. Em 1944, várias metralhadoras soviéticas Maxim 1910/30 foram doadas da URSS à 1ª Divisão de Infantaria Voluntária Romena.[19] Após o golpe de estado de 23 de agosto de 1944, metralhadoras Maxim 1910/30 adicionais foram transferidas da URSS para o exército romeno
- Segunda República Polonesa – Maxim wz. 1910 e Maxim wz. 1910/28[20]
- Ucrânia: em agosto de 2011, 35.000 metralhadoras Maxim ex-soviéticas foram armazenadas nos armazéns do Ministério da Defesa da Ucrânia[21] embora pelo menos quatro delas tenham sido amortizadas e posteriormente desmanteladas.[22][23] Eles foram usados durante a guerra no Donbas pelas tropas ucranianas. Em dezembro de 2016 foram oficialmente adotados pelas Forças Armadas da Ucrânia.[24] A Maxim foi usada em combate após a invasão russa da Ucrânia em 2022,[25][26] provando ser útil para defender posições ucranianas contra ataques de infantaria em massa russa, permitindo fogo contínuo sem superaquecimento. As forças ucranianas foram vistas usando uma Maxim equipada com acessórios modernos como mira ótica e um silenciador.[26]